# 제임스 우스마이어
제임스 윌리엄 우스마이어(James William Uthmeier, 1987년 11월 20일 ~ )는 미국의 정치인이다.

## 학력
- 포르 월턴 비치 하이스쿨 졸업
- 플로리다 대학교 학사
- 플로리다 대학교 인문사회 석사
- 조지타운 대학교 법무박사

## 경력
- 2017 ~ 2019 미국 트럼프 행정부 상무부 수석 변호사 겸 수석 고문
- 2019 ~ 2020 론 디샌티스 플로리다 주지사 법률 부고문
- 2020 론 디샌티스 플로리다 주지사 법률 고문
- 2021.10 ~ 2025.02 플로리다 주지사 비서실장
- 2025.02 ~ 제39대 플로리다주 법무장관